# Marcelo Romero
Clever Marcelo Romero Silva (Montevideo, 4 juli 1976) is een Uruguayaans voormalig profvoetballer en voetbaltrainer.

## Clubcarrière
In eigen land speelde Romero voor Defensor Sporting (1994–1996) en Peñarol (1997–2001). In de zomer van 2001 tekende de middenvelder bij Málaga. Hier speelde hij onder meer samen met zijn landgenoot Dario Silva en de Nederlander Kiki Musampa. In 2008 werd Romero gecontracteerd door Lucena en sloot in 2009 zijn voetballoopbaan af bij Carolina RailHawks.

## Interlandcarrière
Romero was tevens international voor Uruguay. Hij nam onder meer deel aan het WK voetbal 2002 en de kwalificatiewedstrijden voor de WK-eindronde van 2006. Hij maakte zijn debuut voor de nationale ploeg op 20 september 1995 in een vriendschappelijke wedstrijd uit tegen Israël (3–1), toen hij na negenenzestig minuten inviel voor Rubén da Silva.

## Erelijst
Als trainer
 Málaga
- UEFA Intertoto Cup: 2002